# Добринские вести
«До́бринские ве́сти» — общественно-политическая газета Добринского района Липецкой области.
Учредителем газеты является администрация Добринского района и районный совет депутатов. Помимо политических материалов и заметок социальной тематики в «Добринских вестях» публикуются письма читателей.
До 2020 года выходила три раза в неделю — по вторникам, четвергам и субботам. С 2020 года газета выходит еженедельно по четвергам.

## История

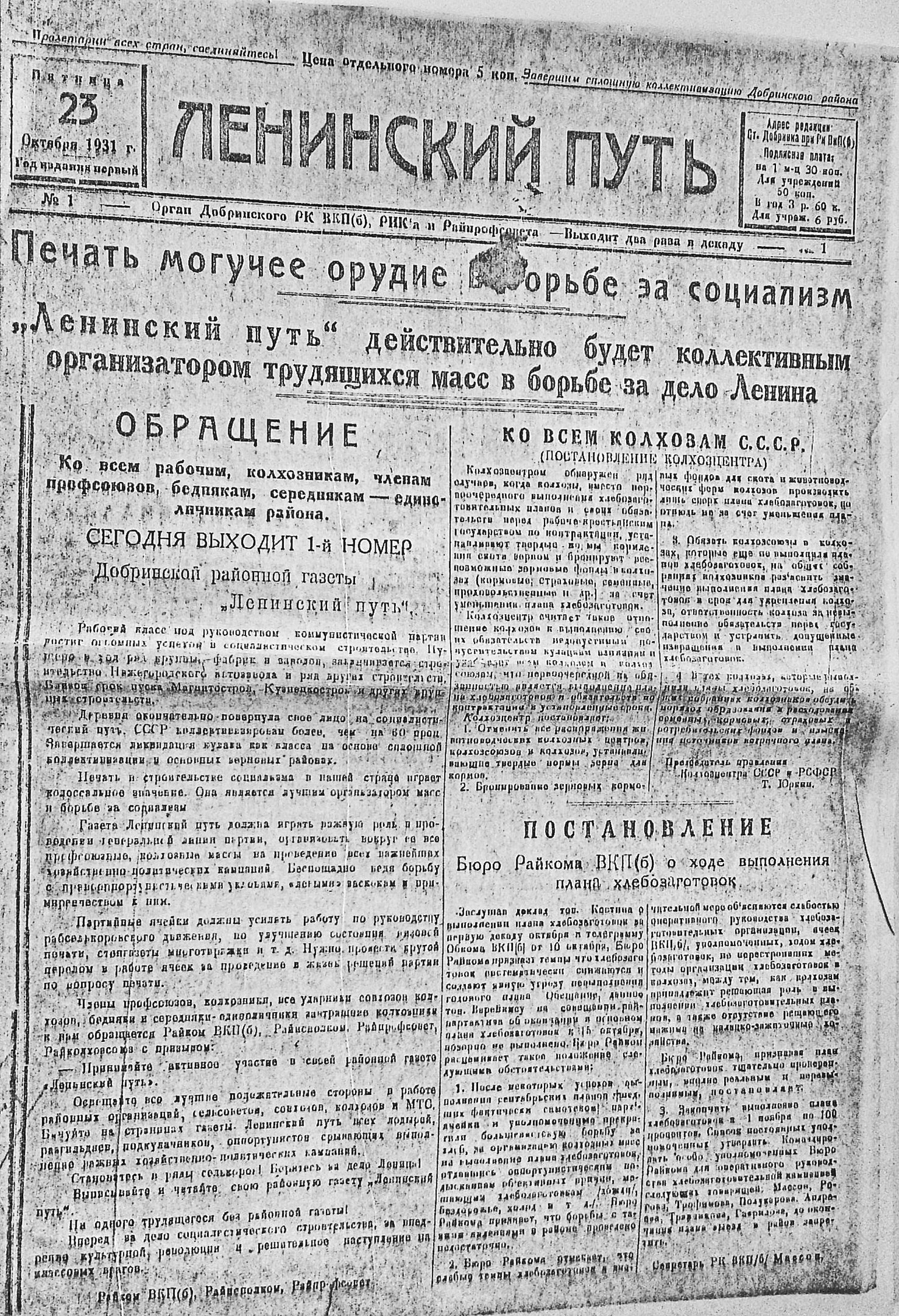
Первая полоса районной газеты «Ленинский путь» от 23.10.1931 года.

14 мая 1928 г. ВЦИК и СНК СССР приняли постановление об образовании Центрально-Чернозёмной области РСФСР, а 30 июня — районов в ее составе, в их числе Добринского.
22 октября 1931 г. президиум Добринского райисполкома принял решение "О выпуске районной газеты — органа райкома КВП(б), райисполкома и райсовпрофа под названием «Ленинский путь». Тираж при населении 71 тысяча человек (без учета позднее присоединенных Талицкого и большей части Хворостянского районов) составлял 3000 экз. Периодичность 2 номера в декаду объемом 2 полосы (страницы).
Первый номер газеты вышел 23 октября 1931 года.
В Талицком районе продолжала выходить газета «Знамя Ленина», в Хворостянском — «За большевистские колхозы» (с1959 г. — «Красное знамя»).
В 1935 году из-за слабой технической базы и острой нехватки бумаги «ЛП» выходит тиражом 2000 экз.
Были приняты меры, чтобы поднять тираж и увеличить объем газеты. С 1936 года она стала выходить на 4-х полосах.
Первое время «Ленинский путь» издавался в типографии с. Иваново Тамбовской области, так как своей типографии не было.
В года войны «Ле́нинский путь» выходил меньшим тиражом (в 1944-м 1800 экз.) на двух полосах.
В апреле 1962 года было образовано Грязинское межрайонное производственное сельхозуправление в составе Добринского, Усманского, Октябрьского и Грязинского районов. Районные газеты упразднили. Вместо них был учрежден печатный орган управления — межрайонная газеты «Заря коммунизма». Она печаталась в Грязинской типографии 4 раза в неделю тиражом 15500 экземпляров.
Часть сотрудников из районов была направлена в Грязи для пополнения штата новой газеты. В Добринке остался лишь собкор «Зари коммунизма» по Добринскому району Валерий Николаевич Волокитин.
С января 1963 года «Заря коммунизма» стала именоваться газетой обкома КПСС и облисполкома для районов Грязинского колхозно-совхозного управления. А уже со второго номера — органом парткома Добринского производственного колхозно-совхозного управления и Добринского районного Совета депутатов трудящихся.
Первое время «Заря коммунизма» издавались в Грязях, а 24 февраля 1963 года редакция переехала в Добринку по адресу: ул. Октябрьская, д. 25. Позднее редакция переехала в другое здание на той же улице.
В мае 1963 года в газете было опубликовано сообщение о том, что «по решению ЦК КПСС газета стала объединенной Добринского сельского партийного комитета и Грязинского парткома КПСС, районного и городского Советов депутатов трудящихся и что отныне в ней будет освещаться не только жизнь Грязинского района, но и города Грязи».
В начале 1965 года были восстановлены районы. В Добринском районе снова появилась собственная газета, которая оставила название межрайонной. 19 января «Заря́ коммуни́зма» вышла как орган Добринского райкома КПСС и Добринского Совета депутатов трудящихся с тиражом 10552 экз.
После прекращения существования СССР с 1 октября 1991 года газета стала называться «Добринские вести» (предлагались и другие названия). Ее учредителем стал районный Совет народных депутатов. Вскоре в число учредителей включили администрацию района и коллектив редакции. Позднее редакцию без согласия коллектива вывели из числа учредителей.
В 2010 году у издания появился собственный сайт. С декабря 2017 года газета выходит в полноцвете.

### Газета в годы войны
Во время Великой Отечественной войны многие сотрудники газеты ушли на фронт. В боях погибли заведующий сельхозотделом редакции И. Н. Ткаченко, литсотрудник В. Лунев. Храбро сражались с врагом и отмечены правительственными наградами А. А. Бахарев, М. Г. Домогацких, Т. А. Кушко, А. Ф. Галкин, А. М. Поляков.

### Главные редакторы с 1931 по 2018 гг.
Д. И. Полукаров,
Е. Ф. Аввакумов,
С. Заборин,
В. М. Аверин,
А. Ф. Строчилин (репрессирован),
П. Т. Кувшинов (репрессирован),
П. Я. Татаренко,
В. И. Алексеев,
Ф. Т. Сморчков,
Л. Ярковая,
Т. А. Кушко,
А. И. Рубцов,
А. П. Гришина,
А. Е. Орлова,
А. М. Поляков,
В. И. Зибров,
зам. ред. А. Кочеткова,
Н. П. Шень,
В. Ф. Полянский,
А. Ф. Зелепукин,
П. Н. Абрамов (Заслуженный работник культуры РФ),
Т. А. Лебеденко,
зам. редактора В. Н. Волокитин,
В. В. Пешков,
Т. А. Лебеденко,
Т. И. Гаврилина,
С. В. Верзилин,
Т. В. Шигина.
(В списке не исключены пропуски и несоблюдение последовательности из-за отсутствия архивных данных).

## Достижения
Издание стало победителем конкурса «10 лучших газет России-2018», который учрежден и проводится Союзом журналистов России и редакцией журнала «Журналистика и медиарынок».
В 2020 году дизайн газеты «Добринские вести» признали лучшим в России по итогам профессионального творческого конкурса Форума современной журналистики «Вся Россия-2020».
В 2023 году газета заняла второе место в профессиональном творческом конкурсе Медиафорума «ВСЯ РОССИЯ-2023» в номинации «Лучший дизайн».